# Аббасов Гурбаналі Гасан Огли
Абба́сов Гурбаналі Гасан огли (Гурбан Аббасов; нар. 16 січня 1952, Нахічевань, Азербайджан) — український естрадний співак азербайджанського походження, народний артист України (2009).

## Життєпис
Вперше приїхав в Україну 1974 року з азербайджанським хором і згодом став студентом Київського музичного училища імені Р. Глієра.
Після служби в армії (Вінниця, Закарпаття, Львів, Хмільник) вступив до Київської консерваторії (клас В. Я. Третяка), яку закінчив 1984 року.
З 1984 — соліст хору.
1986 року після одруження на українці поїхав з сім'єю до Німеччини, працював у ансамблі пісні і танцю радянських збройних сил, згодом у Веймарському театрі і у філармонії Лейпцигу. Звідти повернувся в Україну.
Від 1993 — соліст Ансамблю пісні і танцю Прикордонних військ України.
Від 1999 — художній керівник ансамблю «Азербайджан» (Київ).
Виконавець українських народних пісень та оперних партій.
Голова конгресу азербайджанців України, голова Азербайджанського культурного центру імені Мусліма Магомаєва, учасник об'єднання «Народна Філармонія».

## Партії
- Хозе («Кармен» Ж. Бізе)
- Неморіно («Шлюбний напій» Г. Доніцетті)
- Ликов («Царева наречена» М. Римського-Корсакова)

## Визнання
- 1997 — заслужений артист України[2]
- 2009 — народний артист України[1]
- 2019 — нагрудний знак «Знак Пошани» Київської міськради[3]